# Hubbardston, Michigan
Hubbardston är en ort (village) i Clinton County, och Ionia County, i Michigan. Vid 2010 års folkräkning hade Hubbardston 395 invånare.